# والي ديانغ
والي ديانغ (بالفرنسية: Wally Dieng)‏ هو لاعب كرة قدم فرنسي في مركز الدفاع، ولد في 17 نوفمبر 1973. لعب مع نادي كاين.

## وصلات خارجية
- والي ديانغ على موقع رابطة كرة القدم الفرنسية للمحترفين (الإنجليزية)
- والي ديانغ على موقع قاعدة بيانات كرة القدم.إي يو (الإنجليزية)